# Bers-Schnitt

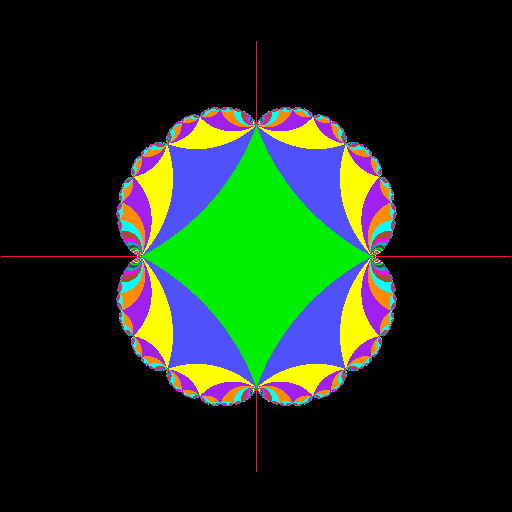
Bers-Schnitt des (2-dimensionalen) Teichmüllerraums des punktierten Torus.

In der Mathematik sind Bers-Schnitte (engl. Bers slices) die Bilder gewisser Einbettungen des Teichmüller-Raums in den Raum der quasifuchsschen Gruppen. Sie haben oft eine fraktale Gestalt. 
Bers-Schnitte und die mit ihrer Hilfe definierte skinning map spielen eine Rolle in vielen Beweisen der niedrig-dimensionalen Geometrie, zum Beispiel in Thurstons Beweis der Geometrisierung von Haken-Mannigfaltigkeiten.

## Konstruktion
Sei {\displaystyle S} eine geschlossene Fläche und {\displaystyle \Gamma } die zugehörige Flächengruppe. Man bezeichnet mit {\displaystyle {\mathcal {T}}(\Gamma )} den Teichmüller-Raum von {\displaystyle S} und mit {\displaystyle QF(\Gamma )} den Raum aller derjenigen Homomorphismen {\displaystyle \Gamma \to PSL(2,\mathbb {C} )}, deren Bild eine quasifuchssche Gruppe ist.
Simultane Uniformisierung gibt eine Bijektion 
{\displaystyle QF(\Gamma )={\mathcal {T}}(\Gamma )\times {\mathcal {T}}(\Gamma )}.
Für ein fixiertes {\displaystyle X\in {\mathcal {T}}(\Gamma )} heißt dann die 
{\displaystyle {\mathcal {T}}(\Gamma )\times \left\{X\right\}}
entsprechende Teilmenge von {\displaystyle QF(\Gamma )} der (zu {\displaystyle X} gehörende) Bers-Schnitt.

## Bers-Kompaktifizierung
Mittels der Einbettung von {\displaystyle QF(\Gamma )} in den Modulraum {\displaystyle AH(\Gamma )} der markierten hyperbolischen Mannigfaltigkeiten homotopieäquivalent zu {\displaystyle S\times \left[0,1\right]} kann man den Bers-Schnitt in diesen Modulraum einbetten. Sein Bild ist relativ kompakt, seine Kompaktifizierung heißt Bers-Kompaktifizierung des Teichmüller-Raums.
Kerckhoff und Thurston haben bewiesen, dass die Wirkung der Abbildungsklassengruppe auf der Bers-Kompaktifizierung des Teichmüller-Raums nicht stetig ist. Insbesondere stimmt die Bers-Kompaktifizierung nicht mit Thurstons Kompaktifizierung des Teichmüller-Raums überein.

## Skinning map
Für eine geometrisch endliche hyperbolische 3-Mannigfaltigkeit {\displaystyle M} gibt ihr konformer Rand einen Punkt im Teichmüller-Raum {\displaystyle {\mathcal {T}}(\partial M)}. Andererseits ist das Bild {\displaystyle \Gamma } von {\displaystyle \pi _{1}\partial M\to \pi _{1}M} eine quasifuchssche Gruppe und gibt somit einen Punkt in {\displaystyle QF(\Gamma )={\mathcal {T}}(\Gamma )\times {\mathcal {T}}(\Gamma )}. Die so definierte Abbildung 
{\displaystyle {\mathcal {T}}(\Gamma )\to {\mathcal {T}}(\Gamma )\times {\mathcal {T}}(\Gamma )}
ist auf der ersten Komponente die Identitätsabbildung, ist also von der Form
{\displaystyle X\to (X,\sigma _{M}(X))}.
Die Abbildung
{\displaystyle \sigma _{M}\colon {\mathcal {T}}(\Gamma )\to {\mathcal {T}}(\Gamma )}
heißt skinning map.
Thurstons Bounded Image Theorem besagt, dass das Bild der skinning map endlichen Durchmesser hat. Es ist ein wesentlicher Schritt beim Beweis der Hyperbolisierung von Haken-Mannigfaltigkeiten.